# Boeing 307
El Boeing 307 Stratoliner fue una aeronave cuatrimotor desarrollada en 1937 por Boeing Commercial Airplanes Co., como avión civil de pasajeros y usos militares (versión C-75 para transporte) ocupado por las USAAF durante la Segunda Guerra Mundial, siendo también el primer transporte comercial de vuelo a gran altitud y el primer cuatrimotor en ser operado bajo servicio doméstico.

## Desarrollo
El Model 299 de la Boeing, prototipo del bombardero militar que realmente llegó a ser el B-17 Fortaleza Volante, se desarrolló en paralelo junto a una versión civil de este mismo avión, conocida bajo la designación de la compañía Boeing Model 300.
La idea básica consistía en que ambos aviones dispusieran de alas, cola y planta motriz comunes pero, desde el principio, se había diseñado para la versión civil un fuselaje más espacioso.
Sin embargo, a medida que fue progresando el proyecto, se decidió utilizar un fuselaje de sección circular con una moderada presurización de 0,18 Kg/cm² a una altitud de 4480 m, lo que permitía que el Boeing Model 307, como fue identificado el proyecto final, operase con pasaje a una altitud de 6100 m, por encima de la mayor parte de las turbulencias. Cuando, en su momento, el Model 307 entró en servicio con las compañías aéreas, su capacidad operacional a gran altura motivó la elección para el mismo del nombre Stratoliner.
Se construyeron 10 unidades del Model 307, la primera de las cuales realizó su vuelo inaugural el 31 de diciembre de 1938. Por desgracia, este avión se perdió antes de su entrega a Pan American. De las nueve unidades restantes, tres fueron a Pan Am (S-307), cinco a Transcontinental & Western Air (SA-307B), y un avión modificado a Howard Hughes (SB-307B).
Su fuselaje circular proveía de suficiente espacio para 5 tripulantes y 33 pasajeros. Los casi 3,66 m de ancho de su fuselaje daban suficiente espacio para montar cómodas literas en vuelos nocturnos.
El Stratoliner fue el primer avión en tener un ingeniero de vuelo como miembro de la tripulación, siendo este responsable de atender los niveles de potencia, la presurización, la presión de combustible, y la ruta, entre otros subsistemas, dejando al piloto libre para concentrarse en otros aspectos importantes en el manejo del avión.
Los ejemplares construidos para TWA fueron requisados, en 1942, para su servicio con las USAAF, y recibieron la designación C-75. Con capacidad para acomodar a 33 pasajeros y cinco tripulantes, fueron operados por TWA bajo contrato del Mando de Transporte Aéreo de las USAAF como transportes vip para el personal militar y civil de más alta categoría.
Después de dos años y medio de servicio, durante los cuales los cinco aviones acumularon un total aproximado de 3000 vuelos trasatlánticos, con 45000 horas de vuelo y un recorrido global de unos 12 millones de km, fueron devueltos a Boeing para su restauración y reconversión al estándar de las líneas aéreas. Prácticamente este trabajo vino a representar una auténtica reconstrucción que comprendió, entre otros cambios menores, la incorporación de nuevas alas y cola, así como la instalación de una nueva planta motriz dotada de mayor potencia.

## Diseño

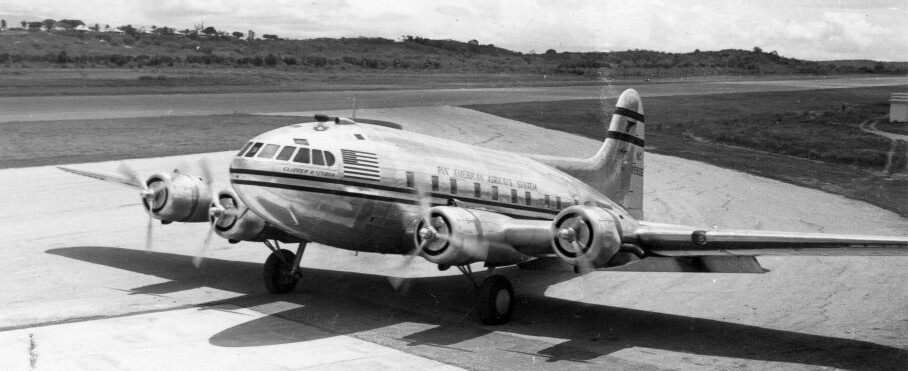
El Boeing 307 Stratoliner preparándose para el embarque.

El Stratoliner tenía un fuselaje circular y cónico hacia sus extremos, dentro de este estaban las filas de asientos acomodados de 2 en 2 a cada lado, dejando en medio un pasillo para el movimiento de pasajeros y tripulación.
Se menciona que dentro de sus viajes se servía una comida exquisita acompañada de vino, que unido a la presurización de su cabina, a la absorción del ruido de los motores, a la suavidad y rapidez del vuelo, y a los modestos interiores del avión, le daban a los pasajeros una buena experiencia del Stratoliner.
Tenía el morro ahusado hacia el centro, parecido a la forma de un extremo de balón de fútbol americano con una unión angular más abierta visto de perfil.
Sus alas y estabilizadores horizontales tenían una forma similar a las de los Douglas DC-3 y su estabilizador vertical era igual al de un Boeing 377, manteniendo los clásicos trenes de aterrizaje de triciclo invertido de la época.

## Variantes

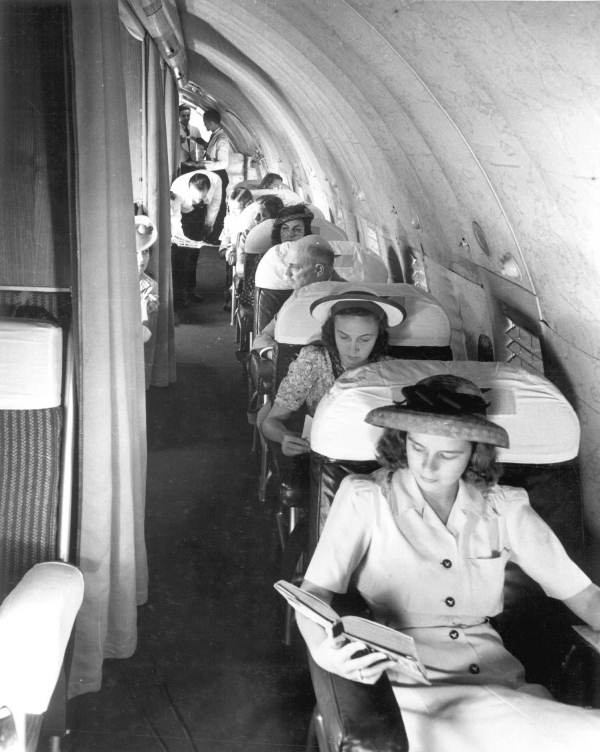
Pasajeros a bordo de un Boeing 307 de Pan Am.

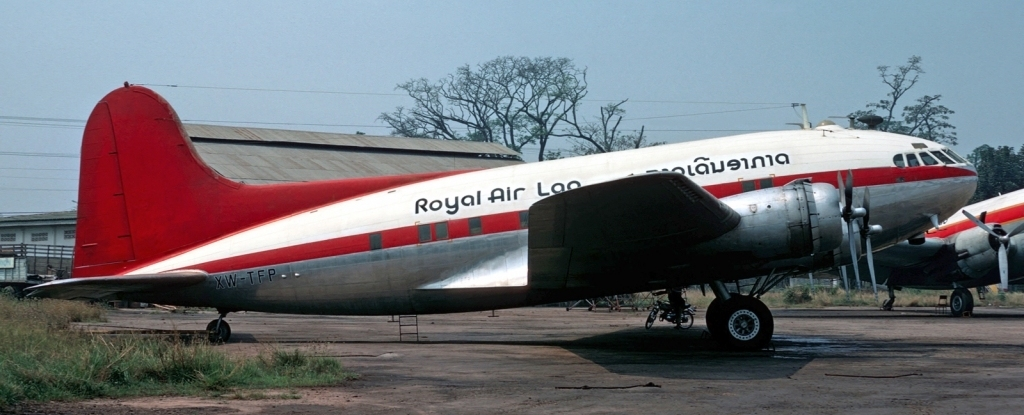
Boeing 307 Stratoliner de Royal Air Lao.

300
Designación del concepto original del 307.
307
Equipado con motores Wright Cyclone GR-1820-G102 con sobrealimentador de velocidad simple, cinco construidos.
307B
Equipado con motores Wright Cyclone GR-1820-G105A con sobrealimentador de dos velocidades para mejorar las prestaciones a gran altitud, siete convertidos.
C-75
Cinco 307B de la TWA fueron requisados para entrar de servicio con las USAAF como transportes militares; la presurización de cabina fue desmontada para ahorrar peso.
307B-1
Después de su servicio militar, los C-75 fueron remozados y modernizados con alas y plano de cola de B-17G, cuatro motores Wright Cyclone GR-1820-G606, y electrónica del B-29.

## Operadores

### Civiles
Camboya
- Cambodia Air Commercial.

 Ecuador
- Aerovías Ecuatorianas CA/AREA Ecuador[5]

 Estados Unidos
- Howard Hughes: compró un avión.[notes 1]
- Pan American Airways (Pan Am): recibió tres aviones.[notes 1]
- Trans World Airlines (TWA): recibió cinco aviones.[notes 1]

 Francia
- Aigle Azur: aviones ex-TWA comprados en 1951 con motores y alas del B-17G.

 Laos
- Royal Air Lao: recibió aviones ex-Aigle Azur.

#### Algunas Rutas
Los Ángeles - Ciudad de México;
Nueva York - Puerto Rico;
Nueva York - La Habana;
Nueva York - São Paulo

### Militares
Estados Unidos
- Fuerzas Aéreas del Ejército de los Estados Unidos: los cinco 307B de TWA fueron confiscados y designados C-75. Los tres 307 de Pan Am también operaron con las USAAF durante la Segunda Guerra Mundial, pero retuvieron el registro civil y no fueron redesignados.

 Haití
- Fuerza Aérea Haitiana

## Especificaciones (307)

### Características generales
- Tripulación: 5
- Capacidad: 33 pasajeros
- Longitud: 22,7 m (74,3 ft)
- Envergadura: 32,6 m (107 ft)
- Altura: 6,3 m (20,8 ft)
- Superficie alar: 138,1 m² (1486 ft²)
- Peso vacío: 13 608 kg (29 992 lb)
- Peso máximo al despegue: 19 050 kg (41 986,2 lb)
- Planta motriz: 4× motor radial de 9 cilindros sobrealimentado, refrigerado por aire Wright GR-1820 Cyclone.
  - Potencia: 671 kW (925 HP; 912 CV) cada uno.
- Hélices: 1× Tripala de velocidad constante por motor.

### Rendimiento
- Velocidad máxima operativa (Vno): 397 km/h (247 MPH; 214 kt)
- Velocidad crucero (Vc): 370 km/h (230 MPH; 200 kt)
- Alcance: 3950 km (2133 nmi; 2454 mi)
- Radio de acción: km
- Alcance en combate: km
- Alcance en ferry: km
- Techo de vuelo: 7985 m (26 198 ft)
- Potencia/peso: 140 W/kg

## Aeronaves relacionadas

### Desarrollos relacionados
- Boeing 377 Stratocruiser
- Boeing B-17 Flying Fortress

### Aeronaves similares
- Curtiss C-46 Commando
- Douglas DC-4E

### Secuencias de designación
- Secuencia Numérica (interna de Boeing): ← 281 - 294 - 299 - 300 - 306 - 307 - 314 - 316 - 344 →
- Secuencia C-_ (Aviones de Carga del USAAC/USAAF/USAF, 1924-1962): ← C-72 - C-73 - C-74 - C-75 - C-76 - C-77/B-D - C-78 →